# 蒂韦尼斯
蒂韦尼斯，是西班牙加泰罗尼亚塔拉戈纳省的一个市镇。总面积54平方公里，总人口898人（2001年），人口密度17人/平方公里。